# Генрі Селе
Генрі Селе (КваМашу, ПАР — 2 листопада 2007, Дурбан, ПАР) — південноафриканський футболіст і актор. У 1960-х роках Селе був воротарем кількох футбольних клубів (зокрема, Голден Ерроуз) Південноафриканської футбольної ліги і займався цим видом спорту до 1978 року.
У 1981 році його запросили пройти прослуховування на роль зулуського воїна, короля Шаку на сцені для постановки, яка йшла протягом року. У телевізійному міні-серіалі 1986 року Шака Зулу він повторив цю роль і здобув значну популярність у всьому світі.
Після цього успіху він з'явився в ролях у кіно та на телебаченні. У 2001 році він повернувся до ролі Шаки для телевізійного фільму «Шака Зулу: Останній великий воїн» (англ. Shaka Zulu: The Last Great Warrior) через 15 років після оригіналу. У 2007 році Селе помер, провівши два тижні в лікарні через інфекцію грудної клітки.

## Біографія
Генрі народився у КваМашу, неподалік Дурбана. У родині його називали клановим іменем Ндосі (Бавела КваМтетва), або Магайє.
Селе виховувала бабуся, у віці 16 років через фінансові проблеми він був змушений залишити школу і зайнявся спортом.

## Кар'єра

### Спорт
Целе, якого прозвали «Чорний кіт» за його майстерність воротаря, грав за «Ейс Юнайтед» у старій футбольній лізі Південної Африки (SASL) у 1960-х роках. Він також грав за футбольну команду «Голден Ерроуз» у містечку Ламонтвіль та тренував професійний футбольний клуб у Південній Африці до своєї смерті. По суботах він грав за «Durity Football Club» у «Комерційній футбольній лізі» в Дурбані.
У 1978 році Селе відчув, що він занадто старий, і пішов зі спорту, тому він почав тренувати.

### Кіно
У листопаді 1981 року Селе запросили на прослуховування на роль Шаки, короля зулусів, який очолив армію проти Британської імперії в 1800-х роках у постановці «Шака», яка тривала протягом року.
У 1986 році відбулася прем'єра п'яти епізодів десятигодинного мінісеріалу Шака Зулу. Режисер Білл Фор, який бачив його на сцені, запропонував йому пройти прослуховування. Селе випередив 4000 осіб, які також пройшли прослуховування.
У 1988 році Селе знялася у фільмах Девіда Вінтерса «Rage to Kill» і «Freedom Fighters».
У 1990 році Селе знявся у фільмі «Прокляття 3: Криваве жертвоприношення».
У 1996 році Селе зіграв у фільмі Стівена Гопкінса «Примара і Темрява».
Селе знову з'явився в 2001 році як Шака в 3-годинному двосерійному міні-серіалі під назвою «Shaka Zulu: The Citadel». Дія відбувається взимку 1827 року. Також було випущено 2-годинну версію телефільму під назвою «Шака Зулу: Останній великий воїн».

## Пізні роки і смерть
Пізніше Селе переїхав зі свого передмістя в Гленморі, на південь від Дурбану, і повернувся до свого рідного міста КваМашу.
Селе помер в Дурбані 2 грудня 2007 року після двох тижнів у лікарні через інфекцію грудної клітки. Сайт News24 повідомляв, що в останні тижні життя він став агресивним по відношенню до інших пацієнтів і персоналу лікарні Святого Августина. Він похований на цвинтарі Стеллавуд у столичному муніципалітеті Дурбану Етеквіні.

## Особисте
Селе був одружений на Дженні Холландер. Від попереднього шлюбу мав чотирьох дітей.

## Фільмографія

### Кіно
| Рік  | Фільм                                 | Оригінальна назва                | Роль             |
| ---- | ------------------------------------- | -------------------------------- | ---------------- |
| 1986 |                                       | англ. Rage to Kill               | Воллі Арн        |
| 1988 |                                       | англ. Mercenary Fighters         | Жаунде           |
| 1988 | Сліпе правосуддя                      | англ. Blind Justice              | Камісу           |
| 1988 |                                       | англ. Bush Shrink                | Катімбіло        |
| 1989 |                                       | англ. In the Name of Blood       | капітан Кен Фето |
| 1989 |                                       | англ. The Tangent Affair         | Б. Дж. Ріксон    |
| 1990 |                                       | англ. The Last Samurai           | Генерал Зохані   |
| 1990 | Швейцер                               | англ. Schweitzer                 | Оганга           |
| 1990 |                                       | англ. The Trackers: Bush Shrink  | Вассон           |
| 1990 |                                       | англ. The Rutanga Tapes          | Самаані          |
| 1991 | Прокляття 3: Криваве жертвоприношення | англ. Panga                      | Млетч            |
| 1993 | Місце нанесення удару                 | англ. Point of Impact            | Тайтус           |
| 1994 |                                       | англ. Ipi Tombi                  | Дюк              |
| 1996 | Примара і Темрява                     | англ. The Ghost and the Darkness | Махіна           |
| 2001 | Шака Зулу: Цитадель                   | англ. Shaka Zulu: The Citadel    | Шака             |
| 2003 | Лев (телефільм)                       | фр. Le Lion                      | вождь Вайнана    |

### Телебачення
| Рік  | Серіал         | Оригінальна назва       | Роль       |
| ---- | -------------- | ----------------------- | ---------- |
| 1986 | Шака Зулу      | англ. Shaka Zulu        | Шака       |
| 1989 |                | англ. Louis Motors      | Сеймур     |
| 1989 |                | англ. Inkom' Edla Yodwa | Сол Гумеде |
| 1993 | Тропічна спека | англ. Tropical Heat     | Мосоєв     |

## Нагороди
- Golden Plumes Award